# Benjamin Abrams
Benjamin Abrams (n. 18 august 1893, Dorohoi, jud. Botoșani – d. 23 iunie 1967) a fost un afacerist american născut în România și fondatorul Emerson Radio & Phonograph Corporation, după ce a cumpărat Emerson Records în 1922. Împreună cu frații săi a inventat o serie de dispozitive, care astăzi sunt banale, printre care tranzistoare radio foarte mici, radiouri auto-alimentate și radioul cu ceas.
S-a născut în Dorohoi, România și a emigrat cu părinții săi în Statele Unite când avea 12 ani.